# Sabel Siegfried (der Jüngere)
Sabel Siegfried, genannt der Jüngere (* 1437 in Stralsund; † 1491 in Stralsund) war ein Ratsherr und Bürgermeister in der Hansestadt Stralsund.

## Leben
Er wurde als einziger Sohn des Bürgermeisters Sabel Siegfried (der Ältere) und der Margarethe Krakow geboren; es war die dritte von vier Ehen Sabel Siegfried des Älteren. Die Familie gehörte der einflussreichen Gewandschneiderkompanie an.
Im Jahr 1452 immatrikulierte er sich an der Artistenfakultät der Universität Rostock und legte 1454 die Prüfung zum baccalarius ab. Heinrich Rubenow, mit dem er entfernt verwandt war, riet ihm zum weiteren Studium, und so studierte er ab 1456 an der gerade gegründeten Universität Greifswald und erhielt dort im selben Jahr den Magistergrad. Im Jahr 1458 wurde er Dekan und 1460 Examinator. Er wurde 1461 zum baccalaureus in utroque iure promoviert.
Dem 1457 auf der Flucht befindlichen Heinrich Rubenow bot er Unterschlupf in Stralsund an.
Er erwarb zwischen 1467 und 1471 einen juristischen Doktortitel; Datum und Ort der Prüfung sind nicht exakt belegt, in einer Urkunde aus Bützow aus dem Jahr 1468 wird er erstmals als Doktor des weltlichen Rechts genannt. Ort der Promotion war möglicherweise eine italienische Universität.
Spätestens ab 1466 wirkte er an der Universität in Greifswald als Dozent für weltliches und kanonisches Recht. Nach 1468 widmete er sich dann ausschließlich der Tätigkeit in Stralsund, stand dabei aber weiterhin in Kontakt zu den Universitäten Rostock und Greifswald; vom Rostocker Rektor erhielt er im Jahr 1479 400 Sundische Mark.
Während des Stettiner Erbfolgestreits war Sabel Siegfried als Gutachter tätig. Er diente zusammen mit anderen Juristen den pommerschen Herzögen Erich II. und Wartislaw X.
Ab dem 8. Januar 1472 (andere Quellen nennen das Jahr 1474) war er Ratsmitglied des Rates der Stadt Stralsund. Er vertrat die Stadt als Sendbote auf Hansetagen. Er war 1474, 1475 und 1486 in Lübeck, 1475 in Lüneburg, 1480 in Barth und 1490 in Wolgast auf Verhandlungsreisen für die Stadt tätig. 1486 geriet er zusammen mit den Stralsunder Ratsherren Ewert Segeberg und Heinrich Hofmeister in Gefangenschaft in Stargard, das im Konflikt mit Stralsund lag; gegen die Zahlung eines Lösegeldes wurde er freigelassen. Er unterzeichnete den Friedensvertrag zwischen den beiden Städten im Dezember 1486 in Stettin für seine Heimatstadt.
Am 9. Januar 1482 wurde er Bürgermeister in Stralsund. Er war Testamentsvollstrecker Stralsunder Bürger und als Provisor für die St.-Nikolai-Kirche und das Heilgeisthospital tätig.

## Besitztümer
Sabel Siegfried besaß Häuser und Anteile daran in Stralsund und Rostock sowie Güter auf der Insel Rügen. Seit 1479 besaß er ein Viertelhaus in der Mönchstraße und ab 1480 eine Bude in der Schneiderstraße. Am Alten Markt erbte er die Hälfte einer Bude. Er bezog jährliche Renteneinkünfte aus einem Haus in der Langenstraße, aus einer Bude am Semlower Tor und einem Haus in der Peltzerstraße sowie aus einem Haus am Rostocker Großen Markt. Er besaß die Güter Paschen/Patzig und Klein Datzow.
Testamentarisch vermachten Sabel Siegfried und seine Ehefrau Teile der Pachteinnahmen aus den Gütern u. a. zugunsten von Stiftungen und des Heilgeisthospitals. Zudem stiftete Siegfried Gelder für das Memorialwesen; er stiftete u. a. eine Ewigmesse in St. Nikolai.

## Familie
Die Familie Siegfried war eine alteingesessene und begüterte Ratsfamilie der Hansestadt Stralsund, die schon seit dem frühen 14. Jahrhundert Ratsmitglieder stellte. Sie gehörte zur Gewandschneiderkompanie. Nikolaus Siegfried, der Großvater Sabel Siegfried des Jüngeren, war Bürgermeister und stiftete die Siegfriedenvikarie.
Sabel Siegfried der Ältere war in seinen vier Ehen jeweils mit Töchtern von Stralsunder Patrizierfamilien verheiratet (Voet, von Hiddingen, Krakow und Hertegers).
Ein Onkel Sabel Siegfried d. J., Magnus Siegfried, war mit einer Tochter des Bürgermeisters Simon von Orden verheiratet. Die Halbschwestern Sabel Siegfried d. J., Wobbeke und Taleke heirateten in die Stralsunder Familien von Vloten und Trittelvitz ein; Halbschwester Margarethe war in zweiter Ehe mit dem Ratsherren Heinrich Bukow verheiratet.
Sabel Siegfried d. J. war mit Margarethe von der Molen, einer Ratsherrentochter, verheiratet. Er hatte keine Kinder.
Familiäre Beziehungen bestanden über zwei Tanten und über Großnichten Sabel Siegfried d. J. nach Greifswald zu den Familien Rubenow, Junge und Schüting. Dem 1457 auf der Flucht befindlichen Heinrich Rubenow bot er Unterschlupf in Stralsund an.
Ein Verwandter, Johann Siegfried, wurde 1394 Rektor der juristischen Fakultät der Karls-Universität Prag.